# Никифоровский, Николай Яковлевич
Николай Яковлевич Никифоро́вский (бел. Мікалай Якаўлевіч Нікіфароўскі; 17 мая 1845, Вымно Суражского уезда Витебской губернии (сейчас — Витебский район) — 10 июня 1910, Витебск) — белорусский этнограф, фольклорист, краевед.

## Биография
Родился 5 (17) мая 1845 года в деревне Вымно возле Витебска в семье пономаря. Получил начальное образование, пел в архиерейском хоре. Получал образование в Витебском духовном училище (1855—1861). В 1861 году, как лучший ученик училища, был переведён в Витебскую семинарию, где, в частности, собирал материалы для борьбы с пережитками язычества для ожидаемой работы священником в будущем. В 1867 году Никифоровскому предложили поступить в Петербургскую духовную академию за собственный счёт, однако осложнившееся материальное положение заставило его безуспешно просить помощи в трудоустройстве у архиерея. После неудачных попыток стать священником Никифоровский начал работать учителем в народном училище в деревне Ловжа. Впоследствии Никифоровский работал в учебных заведениях Витебска учителем. На рубеже XIX—XX веков Никифоровский работал и в сфере археографии, публикуясь в «Полоцких епархиальных ведомостях» и сотрудничая с Д. И. Довгялло.
Никифоровский активно занимался сбором этнографического материала, прежде всего его интересы касались духовной культуры белорусов. Кроме того, в работе «Очерки простонародного житья-бытья в Витебской Белоруссии и описание предметов обиходности» собраны сведения о материальной культуре крестьян Витебской губернии и их занятиях. Также он сотрудничал с известным этнографом Павлом Шейном (знаком с ним с 1871 г.) и был его самым активным корреспондентом. С середины 1890-х гг. сотрудничал с Е. Ф. Карским.
В 1890 году Никифоровский стал членом Общества любителей естествознания, антропологии и этнографии, а затем был принят в Русское географическое общество (1897). С 1895 г. являлся членом Витебского губернского статистического комитета, Витебского церковно-археологического музея. Редактировал журнал «Этнографическое обозрение».
Умер Никифоровский в 1910 году в Витебске. Посмертно (в 1911 году) вышел сборник «Белорусские песни-частушки», в котором было опубликовано 2356 частушек, собранных Никифоровским и его помощниками.

## Основные работы Н. Я. Никифоровского
- Очерки Витебской Белоруссии (8 ч., 1892—1898)
- Очерки простонародного житья-бытья в Витебской Белоруссии и описание предметов обиходности (1895)
- Простонародные приметы и поверья, суеверные обряды и обычаи, легендарные сказания о лицах и местах (1897)
- Простонародные загадки (1898)
- Странички из недавней старины города Витебска (1899)
- Тексты по теме Нечистики : Свод простонародных в Витебской Белоруссии сказаний о нечистой силе в Викитеке (1907)
- Белорусские песни-частушки (1911)
- Полупословицы и полупоговорки, употребляемые в Витебской Белоруссии (1910—1913)

## Память
- В Витебске установлена мемориальная доска на здании бывшей гимназии, в которой преподавал Н. Я. Никифоровский.